# Górkaya Balka (Novokubansk, Krasnodar)
Górkaya Balka (del ruso: Горькая Балка) es un jútor del raión de Novokubansk, en el krai de Krasnodar de Rusia. Está situado a orillas del arroyo Górkaya, afluente por la derecha del río Kubán, junto a la frontera del krai de Stávropol, 24 km al sureste de Novokubansk y 185 km al este de Krasnodar. Tenía 420 habitantes en 2010.
Pertenece al municipio Prikubánskoye.